# San Miguel (volcan)
Pour les articles homonymes, voir San Miguel.
Le San Miguel, en espagnol Volcán de San Miguel, aussi appelé Chaparrastique, est un volcan du Salvador.